# (11580) Bautzen
(11580) Bautzen – planetoida z grupy pasa głównego asteroid okrążająca Słońce w ciągu 3 lat i 293 dni w średniej odległości 2,44 j.a. Została odkryta 3 maja 1994 roku w programie Spacewatch. Nazwa planetoidy pochodzi od niemieckiej nazwy miasta Budziszyn (niem. Bautzen). Przed nadaniem nazwy planetoida nosiła oznaczenie tymczasowe (11580) 1994 JG4.